# 朱洪
朱洪（1438年—？），字宗海，河南開封府歸德州人，軍籍，明朝政治人物。進士出身。

## 生平
早年出身國子生，河南鄉試第二名。成化十一年（1475年）乙未科會試第一百六十三名，殿試登進士第三甲第九十五名。授唐县知县。

## 家族
曾祖父朱子明。祖父朱仲祥。父亲朱本，曾任教諭。